# Chesterfield Township (Missouri)
Pour les articles homonymes, voir Chesterfield Township.
Chesterfield Township est un ancien township, situé dans le comté de  Saint-Louis, dans le Missouri, aux États-Unis,.